# 佐賀県道284号別府牛津停車場線
佐賀県道284号別府牛津停車場線（さがけんどう284ごう べふうしづていしゃじょうせん）は、佐賀県多久市から小城市に至る一般県道である。

## 概要
多久市東多久町大字別府から小城市牛津町柿樋瀬に至る。交通量は非常に少ない。

### 路線データ
- 起点：佐賀県多久市東多久町大字別府（古賀山交差点、国道203号交点）
- 終点：佐賀県小城市牛津町柿樋瀬（JR九州長崎本線 牛津駅前、佐賀県道226号牛津停車場線起点）

## 路線状況

### 重複区間
- 国道34号・国道207号（小城市牛津町上砥川・砥川新宿交差点 - 小城市牛津町上砥川・砥川新宿東交差点）

### 道路施設

#### 橋梁
- 古賀橋（牛津川、多久市）
- 砥川大橋（牛津川、小城市）
- 六間橋（牛津江川、小城市）

## 地理

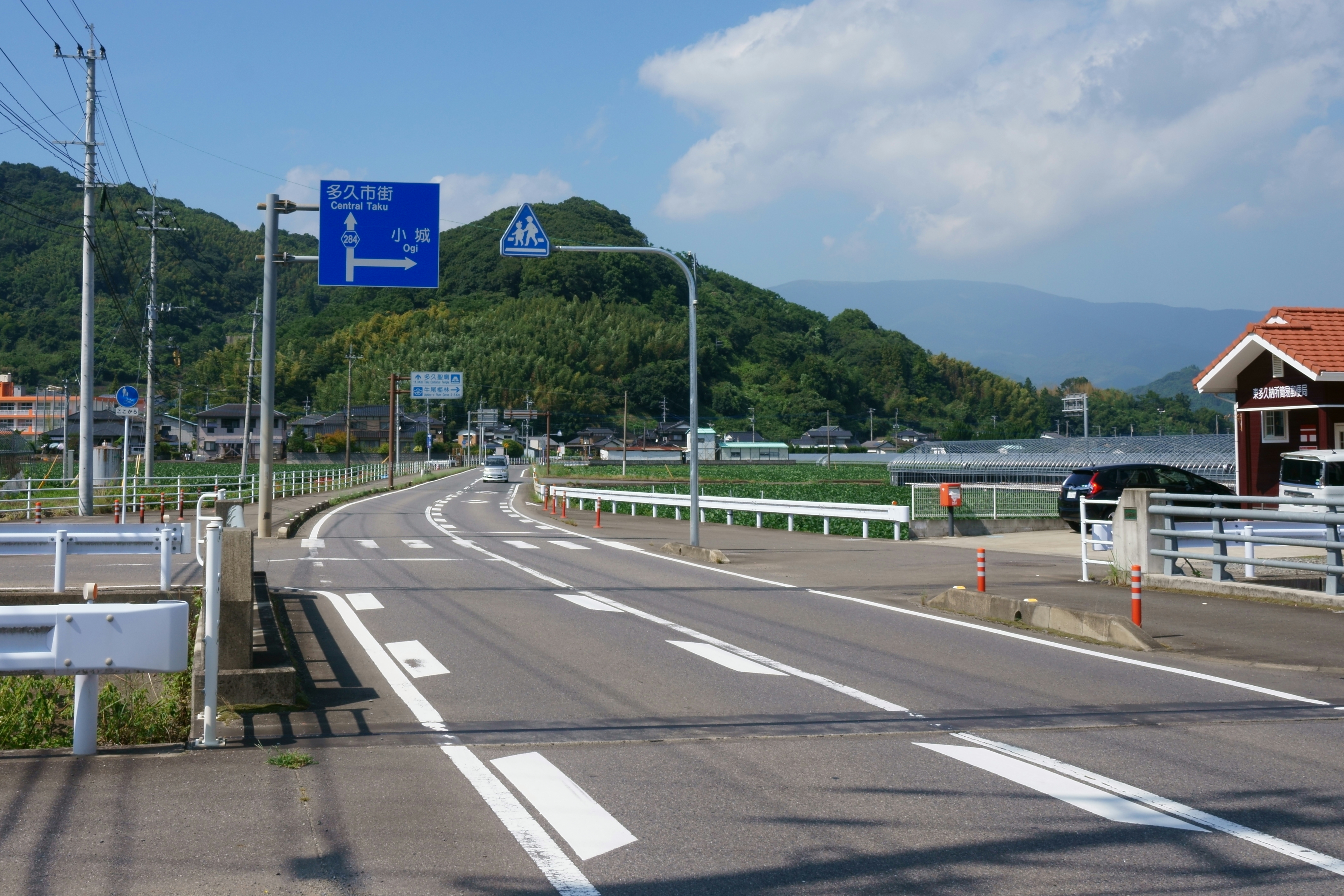
多久市東多久町納所

### 通過する自治体
- 多久市
- 小城市

### 交差する道路
| 交差する道路                                 | 市町村名 | 交差する場所     | 交差する場所        |
| -------------------------------------------- | -------- | ---------------- | ------------------- |
| 国道203号                                    | 多久市   | 東多久町大字別府 | 古賀山交差点 / 起点 |
| 佐賀県道332号多久牛津線                      | 多久市   | 東多久町大字別府 | 古賀宿交差点        |
| 国道34号 重複区間起点 国道207号 重複区間起点 | 小城市   | 牛津町上砥川     | 砥川新宿交差点      |
| 国道34号 重複区間起点 国道207号 重複区間終点 | 小城市   | 牛津町上砥川     | 砥川新宿東交差点    |
| 佐賀県道226号牛津停車場線                    | 小城市   | 牛津町柿樋瀬     | 終点                |

### 沿線
- JR九州長崎本線 牛津駅